# Philippe Charbonneaux

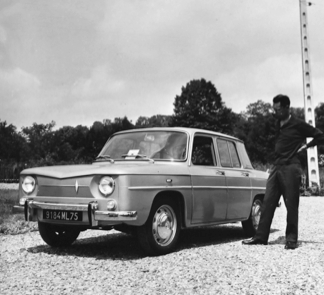
Philippe Charbonneaux neben einem Renault 8 1962

Philippe Charbonneaux (* 18. Februar 1917 in Paris; † 4. Juni 1998 in Reims) war ein französischer Designer, der sich auf Automobile spezialisierte.

## Lebenslauf
Charbonneaux wuchs in großbürgerlichen Verhältnissen in Reims auf und begann bereits als Junge intensiv zu zeichnen. Alles was mechanisch war interessierte ihn, und was ihn interessierte, zeichnete er dann auch. Nach seiner Schulzeit stellte er sich den Pariser Karossiere vor, die sich beeindruckt zeigten.
Im Zweiten Weltkrieg wurde er zu den Fliegertruppen eingezogen und schloss sich der Résistance an. Er kam nach England und übersetzte technische Handbücher. 1941 wird er zurück nach Reims geschickt, um Zeichnungen von deutschen Flugzeugen zu machen.
Nach dem Krieg arbeitete er als Zeichner bei verschiedenen Magazinen, bevor er 1946 zu Delahaye gelangte. Dort war er für das Aussehen des Delahaye Type 235 GT verantwortlich. Sein Ziel war es, die Konsum-Welt und ihre Maschinen schöner zu machen.
1949 zog es Charbonneaux nach Amerika, wo er die Chevrolet Corvette designte, er konnte sich nicht an die Arbeitsweise gewöhnen und kehrte nach Frankreich zurück. 1953 gründete er sein eigenes Studio in Paris.
In seinen späteren Jahren beschäftigte sich Charbonneaux intensiv mit dem Prinzip des Luftwiderstands und seiner Auswirkung auf das Straßenfahrzeug. So gestaltete er das Fahrzeug Ellipsis komplett nach aerodynamischen Gesichtspunkten und präsentierte es am Autosalon Paris 1992.
Seine private Sammlung mit ungefähr 160 Oldtimern wurde dem S.C.A.R. (Salon of Vintage Car Club Collectors Reims) geschenkt und war die Grundlage für das Musée Automobile Reims Champagne.

## Liste mit von ihm designeten Autos
- Delahaye Type 235 GT (1948)
- Chevrolet Corvette (1949)
- Renault 8 (1962)
- Renault 16 (1965)[1]
- Renault 21 (1986)
- Wimille JPW 4 (1950)
- Berliet Stradair (1963)